# 乔·莱德利
約瑟·基斯杜化·"祖"·列特利（英語：Joseph Christopher "Joe" Ledley，1987年1月21日—）出生於威爾斯加的夫，是一名已退役威爾斯職業足球員，場上主要司職中場，可擔任正中場或左中場，亦曾串演左閘。他曾是威爾斯國家隊國腳。

## 生平

### 早年
列特利在加的夫出生，於费尔沃特（Fairwater）地區長大，就讀於「坎頓尼安高校」（Cantonian High School），他的照片現時仍掛在校內。

### 球會

#### 卡迪夫城
列特利自9歲加入從小已支持的家鄉球隊卡迪夫城，透過青訓系統由少年隊經歷青訓學院、優材中心而於17歲晉身一隊，在擔任學徒球員的後期，他負責清潔時任球隊隊長格拉汉姆·卡瓦纳吉的球靴。
2004/05年球季季初列特利獲徵召晉身一隊，於2004年9月21日在英格蘭聯賽盃第二圈作客4-1擊敗米爾頓凱恩斯處子上陣；而10月16日主場2-0擊敗洛達咸是其首次在聯賽登場。11月3日列特利在主場4-1擊敗韋斯咸取得首個入球；首季在各項賽事上陣32場及射入3球。翌季他上陣44場及射入4球。2006/07年球季列特利在全部46場聯賽正選上陣，雖然只射入3球，但在2006年8月5日揭幕戰2-1擊敗班士利他先拔頭籌，為他贏得「英格蘭聯賽年度金球」。
2007年10月列特利與卡迪夫城續簽兩年新約，11月13日他首次獲選「威爾斯球會年度最佳球員」（Welsh Clubman of the year）。同年12月狼隊提出初步250萬英鎊，連同附帶條件可增加到350萬英鎊希望羅致旗下，但被他一口拒絕；而傳聞英超球會愛華頓亦有意出價350萬英鎊爭購，直到轉會窗關閉，卡迪夫城董事會仍然不為巨額轉會費所動。於轉會傳聞中列特利在1月份射入4球，獲選「英冠1月份最佳球員」。列特利在2008年3月初因腿後腱受傷而缺席包括英格蘭足總盃半準決賽淘汰米杜士堡等數場賽事。他於足總盃準決賽在新溫布萊對另一支英冠球隊班士利及時傷癒復出，並於開賽後9分鐘射入全場賽事唯一入球，協助卡迪夫城自1927年以來首次晉級決賽，並獲選足總盃準決賽「每圈最佳球員」，但在決賽不敵樸茨茅夫只能屈局亞軍。2007/08年球季對列特利而言可稱大豐收，為卡迪夫城在各項賽事合共射入11球而與保罗·帕里（Paul Parry）併列球會首席神射手。
2008年9月1日夏季轉會窗關閉前，新升英超的史篤城盡最後努力，由之前數月的250萬英鎊出價逐步增加到據報達600萬英鎊求購列特利，但仍被卡迪夫城所拒。10月7日列特利連續第二年獲選「威爾斯球會年度最佳球員」。11月15日主場對水晶宮，列特利射入他在2008/09年球季首個入球兼2-1獲勝的奠勝球，賽事中他因手指脫臼需要離場治理，賽後需要接受手術用釘固定手指，預計缺陣1個月。但他配帶手指套趕及在11月30日作客在出戰史雲斯，是雙方近9年來首次碰頭，他於半場重開後以左腳「窩利」射入扳平1-1，最終在各有一人被逐下雙方2-2平手完場，這個入球其後獲選球會的「年度金球」。在這場「南威爾斯打吡」（South Wales derby）下一場賽事，於12月6日主場2-0擊敗普雷斯頓，隊長达伦·普尔斯（Darren Purse）缺陣，而副隊長斯蒂芬·麦克菲尔（Stephen McPhail）又在上場被逐罰停賽，年僅21歲的列特利獲派帶上隊長臂章。他在1月份再有優異的演出，獲選「英冠1月份最佳球員」，距離上次獲獎剛好一年。於1月轉會窗卡迪夫城拒絕兩單英超球會的收購要求，包括韋斯咸的出價500萬英鎊，及韋根的400萬英鎊現金加前卡迪夫城球員兼威爾斯國腳高馬斯同樣被拒。他在餘下球季繼續擔任隊長之職，並於季末與隊友（Roger Johnson）一同入選2008/09年度PFA英冠年度最佳陣容。
由於只餘一年合約在身，球季結束後列特利的去向傳聞四起，主要與侯城拉上關係，其時任領隊菲爾·布朗（Phil Brown）更出席卡迪夫城在季前對些路迪的熱身賽，列特利在這場卡迪夫城運動場揭幕戰上半場上陣45分鐘。在2009/10年球季第三場聯賽是列特利為卡迪夫城上陣第200場聯賽，以3-1擊敗普利茅夫。2009年9月2日卡迪夫城向他提供一份四年新約，但其後被列特利拒絕。9月26日於1-3負於錫菲聯，他接獲兩面黃牌，生涯首次遭紅牌驅逐離場。列特利由於髖部受傷而影響演出，於12月9日卡迪夫城證實需在球季結束前接受手術治理。他於2010年1月29日開刀，初時預計缺席餘下的球季，但他在4月3日2-1擊敗史雲斯提前復出，以後補身份上陣接近30分鐘。4月17日列特利在作客射入奠勝球1-0擊敗昆士柏流浪全取寶貴3分，協助卡迪夫城以聯賽第4位結束球季參加升班附加賽，準決賽兩回合累3-3，需要憑互射十二碼才以4-3淘汰莱斯特城，列特利負責已隊第三球十二碼中的。5月22日在溫布萊球場決賽對黑池，列特利射入1球為球賽再度領先2-1，但最終2-3敗陣無緣升班，這亦是他為卡迪夫城最後一場上陣。

#### 些路迪
列特利與卡迪夫城的合約於2009/10年球季後屆滿，他與包括史篤城、西布朗、羅馬等數支球隊展開談判，最終在2010年7月12日與蘇超球會些路迪達成協議簽署四年合約，由於轉投脫離英格蘭足球聯賽系統的球會，卡迪夫城不能收取陪養補償金，變成人財兩失。他於7月28日歐聯外圍賽首回合作客0-3負於布拉加首次上陣，然後於8月14日作客1-0擊敗恩華尼斯作蘇超處子演出；8月22日主場4-0擊敗聖美倫列特利先拔頭籌兼取得加盟後首球。11月16日些路迪破記錄在主場以9-0大勝鴨巴甸，列特利亦射入1球。

### 國家隊
列特利在青少年時期代表威爾斯參加數個不同年齡級別的國際賽，於2005年9月7日不足19歲首次代表威爾斯成年隊上陣，於世界盃外圍賽作客出戰波蘭。2007年10月17日在2008年歐國盃外圍賽作客對聖馬利諾取得首個國際賽入球。
2009年5月29日由於多名浦規正選因傷退隊，年僅22歲的列特利首次帶上隊長臂章，帶領一支歷來最年青，平均只有21歲的國家隊迎戰世界排名113的愛沙尼亞，隊中7名正選仍有資格代表U21上陣，結果憑隊中最老資格的安梳爾（Robert Earnshaw）射入十二碼以1-0取勝；而其後一場世界盃外圍賽作客巴库對阿塞拜疆，列特利繼續擔任隊長。
國際賽入球
威爾斯入球在比數前方
| # | 日期           | 地點             | 對賽球隊 | 入球  | 賽果  | 競賽               |
| - | -------------- | ---------------- | -------- | ----- | ----- | ------------------ |
| 1 | 2007年10月17日 | 圣马力诺塞拉瓦莱 | 圣马力诺 | 2 – 0 | 2 – 1 | 2008年歐國盃外圍賽 |
| 2 | 2008年9月10日  | 俄羅斯莫斯科     | 俄羅斯   | 1 – 1 | 1 – 2 | 2010年世界盃外圍賽 |
| 3 | 2010年8月11日  | 威爾斯拉內利     | 盧森堡   | 2 – 1 | 5 – 1 | 友誼賽             |

## 榮譽

### 球會
卡迪夫城
- 英格蘭足總盃亞軍：2008年；
- 英格蘭足球冠軍聯賽附加賽亞軍：2010年；

### 個人
- 威爾斯球會年度最佳球員：2007年[49]、2008年[50]；
- PFA年度英冠最佳陣容：2008/09年；
- 英格蘭聯賽年度金球：2006/07年（於2006年8月5日對班士利射入）；
- 英冠每月最佳球員：2009年1月；

## 外部連結
- 足球数据库：祖·列特利的球员统计数据
- soccernet：祖·列特利統計 Archive.today的存檔，存档日期2013-01-03
- 威爾斯足總官網簡歷